# EADS 3Sigma
EADS 3Sigma ist ein Hersteller von unbemannten Luftfahrzeugen. Verwaltungssitz des Unternehmens ist Athen, die Produktionsstätten befinden sich in Chania auf Kreta.

## Geschichte
Das Unternehmen 3Sigma wurde 1987 gegründet und fertigte ein- und zweistrahlige unbemannte Flugzeuge. 1999 wurden 50 % des Unternehmens von der Atlas Elektronik übernommen, die wiederum 2002 von EADS übernommen wurde. Seitdem firmiert das Unternehmen als EADS 3Sigma. Die Gründerfamilie Sarris hielt weiter eine Minderheitsbeteiligung, die 2010 an EADS verkauft wurde.
Im November 2012 gab EADS 3Sigma die vorläufige Einstellung der Fertigung bekannt, vorausgegangen war die Schließung ähnlicher Bereiche des Konzerns in Deutschland und anderen Ländern. Die griechischen Streitkräfte waren nicht bereit durch neue Auftragsvergaben das Unternehmen zu stützen.

## Produktfamilien

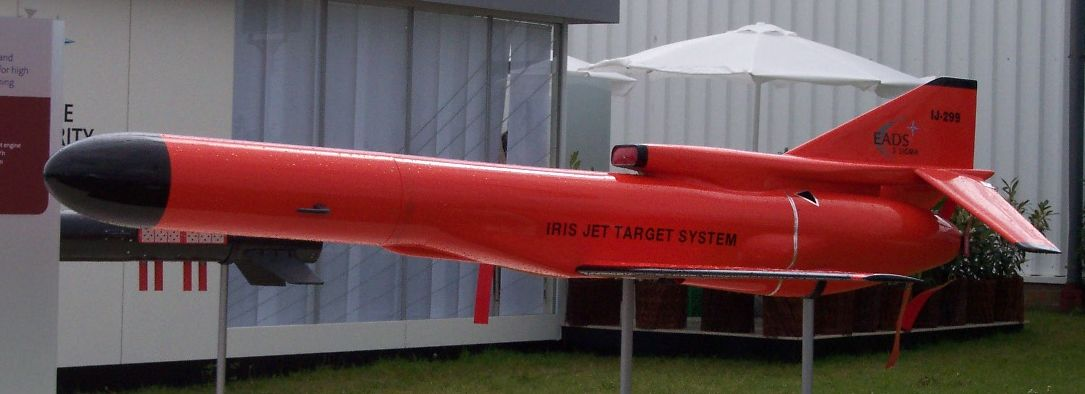
EADS 3 Sigma Irisjet

- Iris
- Perseas
- Alkion
- Triton (unbemanntes Boot)